# Campionati svizzeri di ski cross 2022
I Campionati svizzeri di ski cross 2022 si sono svolti a Hoch-Ybrig il 5 marzo. Il programma ha incluso sia la gara femminile che la gara maschile. 
Trattandosi di competizioni valide anche ai fini del punteggio FIS, vi hanno partecipato anche sciatori di altre federazioni, senza che questo consentisse loro di concorrere al titolo nazionale svedese.

## Risultati

### Uomini
| Pos. | Atleta             | Nazione  |
| ---- | ------------------ | -------- |
| 1    | Joos Berry         | Svizzera |
| 2    | Romain Detraz      | Svizzera |
| 3    | Marc Bischofberger | Svizzera |
| 4    | Tobias Baur        | Svizzera |

### Donne
| Pos. | Atleta            | Nazione  |
| ---- | ----------------- | -------- |
| 1    | Talina Gantenbein | Svizzera |
| 2    | Saskja Lack       | Svizzera |
| 3    | Margaux Dumont    | Svizzera |
| 4    | Chiara Von Moos   | Svizzera |